# AFK Kolín

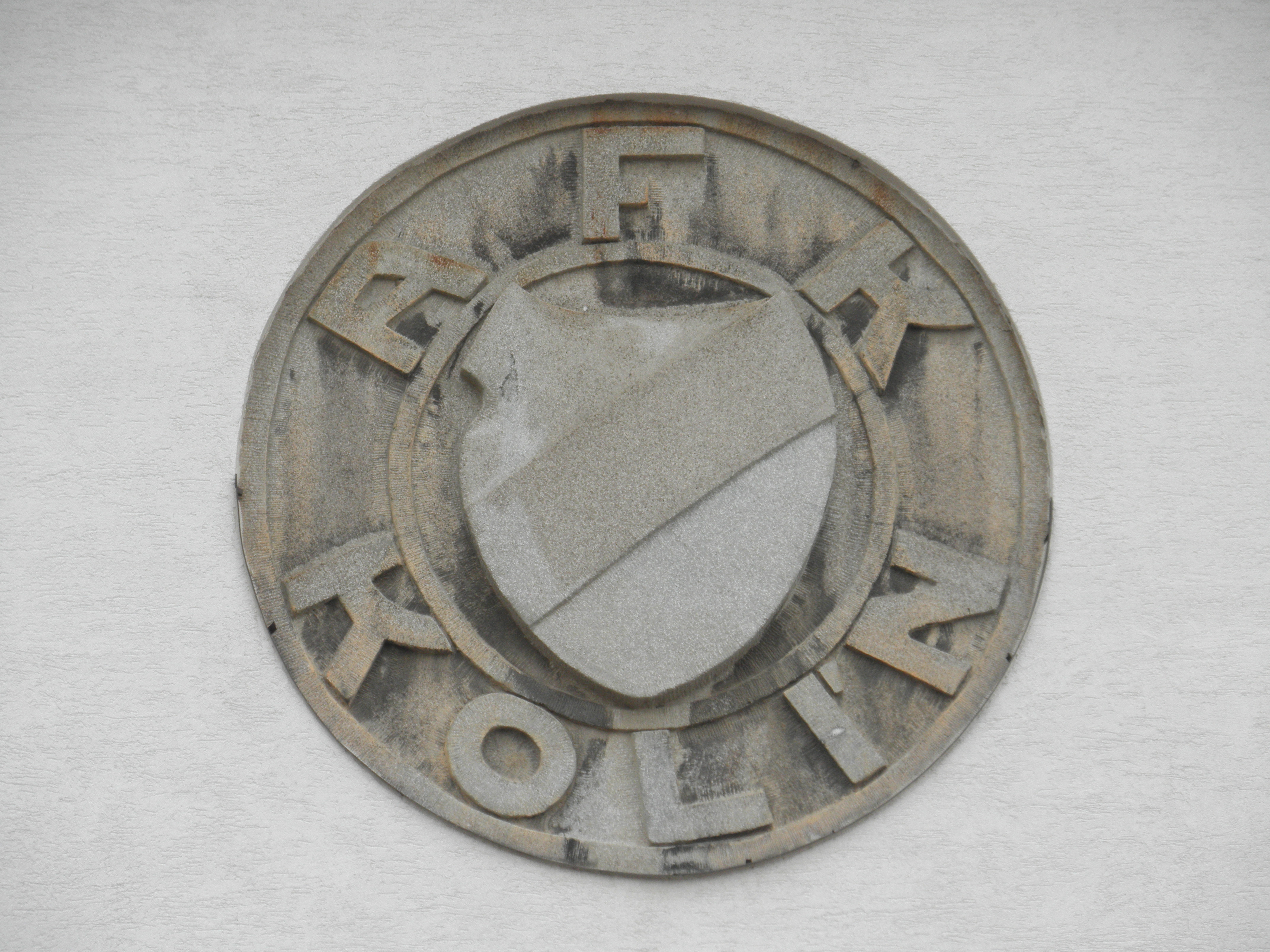
Reliéf loga AFK Kolín.

AFK Kolín byl fotbalový klub z Kolína. Jedná se o jeden z nejstarších fotbalových klubů v České republice. Byl založen roku 1900. V sezóně 1999/2000 se tým spojil s týmem FC Geosan Velim, aby následující rok byla fúze rozpuštěna. Od té doby měl týmy jen v mládežnických soutěžích. V roce 2008 na stadionu AFK Kolín vypukl rozsáhlý požár, při kterém shořela historická tribuna. V této souvislosti byl předseda klubu Jaroslav Němec obviněn z pojistného podvodu. Klub přestal vykonávat sportovní činnost v roce 2011, kdy se nepřihlásil do žádné mistrovské soutěže.